# Alpay Özalan
Alpay Özalan (İzmir, 29 mei 1973) is een politicus en voormalig Turks profvoetballer die speelde als centrale verdediger. Hij is bekend van zijn periode bij Beşiktaş JK en zijn periode bij Aston Villa in Engeland. Hij speelde 98 interlands voor het Turks voetbalelftal en scoorde vier maal. 

## Clubcarrière
Al op jonge leeftijd vielen Alpays kwaliteiten op en werd hij getransferd door Beşiktaş. Bij deze club kende de speler een heel goede periode, waarbij hij uitgroeide tot een vaste basisspeler in het centrum van de verdediging. De samenwerking verliep goed, maar in 1999 volgde er een breuk tussen de club en Alpay. Net als oud-teamgenoten Sergen Yalçın en Oktay Derelioğlu vertrok Alpay op een roemerige wijze bij de club. Siirtspor lijfde de verdediger in, maar hij speelde geen minuut voor de blauw-gelen. Alpay werd in dat seizoen verhuurd aan aartsrivaal Fenerbahçe en kreeg de woede over zich heen van de trouwe Beşiktaş supporters.
Na EURO 2000 vertrok de speler naar Aston Villa, dat onder coach John Gregory een systeem met drie verdedigers hanteerde; Alpay, aanvoerder Gareth Southgate en Gareth Barry. Alpay moest de naar Middlesbrough vertrokken Ugo Ehiogu doen vergeten. Bij Villa leek de harde verdediger te slagen. De eerste seizoenen liepen goed maar na het WK-2002 verliep alles anders dan verwacht. Er was grote interesse voor de speler maar Villa wilde hem niet verkopen. Hierna ging het bergafwaarts met de carrière van Alpay. In 2003 werd zijn contract door de club verscheurd en werd de speler letterlijk ontslagen, door ondisciplinair gedrag mede ook door de ruzie met de Engelse supervedette David Beckham. 
Nadat hij nog een korte tijd in Azië heeft gevoetbald keerde de verdediger terug op de Europese voetbalvelden bij 1.FC Köln in 2005. Ondanks ondisciplinair gedrag bleef de speler toch 3 jaar spelen voor de Duitse club totdat zijn contract in 2008 werd ontbonden. De speler zelf zei dat het contract in overleg werd ontbonden, het was duidelijk dat de verdediger een slechte relatie had met trainer Christoph Daum.

## Interlandcarrière
Alpay speelde ook jarenlang in de verdediging van het Turks voetbalelftal. Ook hij maakte de hoogtepunten mee op het WK-2002, hij was een van de belangrijkste spelers van dat elftal. Na een lange tijd afwezigheid werd hij door Fatih Terim weer geselecteerd in 2005. Maar deze kans benutte de Turk niet goed en voor hem lijkt zijn interlandcarrière afgelopen te zijn.

## Agressief gedrag
Alpay staat de laatste jaren bij veel supporters bekend als een agressieve speler. Als eerst kreeg de verdediger het aan de stok met David Beckham in de wedstrijd tussen Turkije-Engeland in 2003. Mede hierdoor werd hij door heel Engeland gezien als het zwarte schaap van de Engelse competitie. Om al deze commotie te ontvluchten, vertrok hij naar Azië. Een tweede opmerkelijk geval is de wedstrijd tussen Turkije-Zwitserland. Na deze wedstrijd kregen de spelers van beide teams het met elkaar aan de stok en er volgde een hevige vechtpartij. De stichter van de ruzie zou Alpay zijn, en op tv-beelden is duidelijk te zien dat de verdediger daadwerkelijk enkele spelers heeft geschopt. Hierdoor werd Turkije enkele wedstrijden geschorst en Alpay werd een schorsing van 6 interlandwedstrijden opgelegd. Maar ook hierna bleef hij dit gedrag aanhouden. Ook bij 1.FC Köln kwam de speler vaak negatief in het nieuws als harde speler die graag ellebogen uitdeelt.

## Politiek
In de Turkse parlementsverkiezingen van 2018 en van 2023 werd hij als afgevaardigde van İzmir verkozen tot parlementslid namens de regerende Partij voor Rechtvaardigheid en Ontwikkeling.